# 杜華 (明朝)
杜華（1526年—1567年），字歛甫，號慎斋，順天府霸州人，民籍，明朝政治人物。

## 生平
嘉靖三十一年（1552年）壬子科順天府鄉試第十六名舉人。嘉靖三十五年（1556年）中式丙辰科會試第二百四十三名，三甲第一百二十二名進士。户部观政，授山西闻喜县知县，三十六年改直隶江阴县，三十九年致仕，隆慶元年卒。

## 家族
曾祖杜清，歲貢生；祖父杜銘；父杜延齡，母司氏。弟杜芍，生员。